# Пъстроопашато шаварче
Пъстроопашатото шаварче (Cisticola juncidis) е птица от семейство Пъстроопашати шаварчета (Cisticolidae). Среща се и в България.

## Физически характеристики
На дължина достига 9-10 cm. Оперението отгоре е кафяво с черни ивици, по-ясни по главата, с белезникави вежди и тъмнокафяви бузи.

## Начин на живот и хранене
Със дребни насекоми.

## Размножаване
Гнезди 20 метра от земята.

## Допълнителни сведения
Обитава влажни зони и обработваеми площи.